# Список сертифікацій продажів музичних записів
Громадська музична індустрія зазвичай нагороджує музичні звукозаписи сертифікаційними нагородами, заснованими на обсягах продажів або відправлень в роздрібну торгівлю. Ці нагороди та їх вимоги визначаються різними органами сертифікації, що працюють в музичній індустрії в різних країнах по всьому світу. Стандартні сертифікаційні нагороди бувають різних ступенів: Срібні, Золоті, Платинові і Діамантові. За багаторазове отримання платинових або діамантових сертифікаційних нагород альбому присуджують статус «Мульти-платиновий» або «Мульти-діамантовий».
Багато компаній музичної індустрії по всьому світу представлено «Міжнародною федерацією виробників фонограм» (IFPI). IFPI працює в 66 країнах і пропонує послуги афілійованих асоціацій в 45 країнах. Вдеяких випадках IFPI просто працює з діючою в країні компанією по сертифікації, але в багатьох країнах IFPI виступає як єдина компанія з сертифікації або обслуговування в країні. Тим не менше в країнах, де IFPI не працює, діють самостійні звукозаписні компанії, які в основному обслуговують країну або регіон.
Всі сертифікаційні організації дають нагороду за продаж або постачання альбому, але деякі з них, також сертифікують сингли, легальне завантаження, відеокліпи, музику на DVD і рінгтони на майстер-дисках. Крім цього, деякі сертифікаційні організації мають окрему шкалу для роботи на внутрішньому або міжнародному рівні.
| Країна          | організація, що видає сертифікат | Класифікація                                    | Поріг   | Поріг         | Поріг          | Поріг      | Станом на рік | Офіційне джерело                                |
| Країна          | організація, що видає сертифікат | Класифікація                                    | Срібна  | Золота        | Платинова      | Діамантова | Станом на рік | Офіційне джерело                                |
| Аргентина       | CAPIF                            | будь-яка продукція                              | -       | 20 000        | 40 000         | 250 000    | 2006          |                                                 |
| Австрія         | IFPI                             | Альбоми і сингли                                | -       | 15 000        | 30 000         | -          | 2006          |                                                 |
| Австрія         | IFPI                             | Музичні відео                                   | -       | 5 000         | 10 000         | -          | 2006          |                                                 |
| Австралія       | ARIA                             | Альбоми і сингли                                | -       | 35 000        | 70 000         | -          | 2006          | [Архівовано 22 вересня 2018 у Wayback Machine.] |
| Австралія       | ARIA                             | Музичні відео                                   | -       | 7 500         | 15 000         | -          | 2006          | [Архівовано 22 вересня 2018 у Wayback Machine.] |
| Бельгія         | IFPI                             | Національні видання                             | -       | 10 000        | 20 000         | -          | 2006          | [Архівовано 23 жовтня 2009 у WebCite]\|         |
| Бельгія         | IFPI                             | Закордонні видання                              | -       | 15 000        | 30 000         | -          | 2006          | [Архівовано 23 жовтня 2009 у WebCite]\|         |
| Бразилія        | ABPD                             | Альбоми                                         | -       | 50 000        | 125 000        | 500 000    | 2006          |                                                 |
| Бразилія        | ABPD                             | Сингли                                          | -       | 25 000        | 50 000         | 100 000    | 2006          |                                                 |
| Бразилія        | ABPD                             | Музичне відео                                   | -       | 25 000        | 50 000         | 100 000    | 2006          |                                                 |
| Велика Британія | BPI                              | Альбоми                                         | 60 000  | 100 000       | 300 000        | -          | 2006          |                                                 |
| Велика Британія | BPI                              | Сингли                                          | 200 000 | 400 000       | 600 000        | -          | 2006          |                                                 |
| Венесуела       | -                                | Всі видання                                     | -       | 10 000        | 20 000         | -          | 2007          | -                                               |
| Данія           | IFPI                             | Альбоми i DVD                                   | -       | 15 000        | 30 000         | -          | 2006          | [Архівовано 27 вересня 2007 у Wayback Machine.] |
| Данія           | IFPI                             | Сингли і Музичне відео                          | -       | 4 000         | 8 000          | -          | 2006          | [Архівовано 27 вересня 2007 у Wayback Machine.] |
| Еквадор         | -                                | Всі видання                                     | -       | 7 500         | 15 000         | -          | 2007          | -                                               |
| Греція          | IFPI                             | Альбоми krajowe                                 | -       | 6 000         | 12 000         | -          | 2006          | [Архівовано 23 жовтня 2009 у WebCite]           |
| Греція          | IFPI                             | Альбоми закордонні, сингли і музичне відео      | -       | 3 000         | 6 000          | -          | 2006          | [Архівовано 23 жовтня 2009 у WebCite]           |
| Іспанія         | PROMUSICAE                       | Альбоми                                         | -       | 30 000        | 60 000         | -          | 2009          |                                                 |
| Іспанія         | PROMUSICAE                       | Сингли                                          | -       | 20 000        | 40 000         | -          | 2009          |                                                 |
| Гонконг         | IFPI                             | Альбоми krajowe                                 | -       | 15 000        | 30 000         | -          | 2009          |                                                 |
| Гонконг         | IFPI                             | Альбоми академічної музики і закордонні         | -       | 7 500         | 15 000         | -          | 2009          |                                                 |
| Індія           | IMI                              | Видання закордонні                              | -       | 10 000        | 20 000         | -          | 2009          |                                                 |
| Індія           | IMI                              | Classical/non-classical                         | -       | 15 000        | 30 000         | -          | 2009          |                                                 |
| Індія           | IMI                              | Призи для регіональних продажів                 | -       | 50 000        | 100 000        | -          | 2009          |                                                 |
| Індія           | IMI                              | Nagrody za sprzedaż ogólnokrajową               | -       | 100 000       | 200 000        | -          | 2009          |                                                 |
| Індонезія       | RII                              | Альбоми krajowe                                 | -       | 35 000        | 75 000         | -          | 2009          | [Архівовано 23 жовтня 2009 у WebCite]           |
| Індонезія       | RII                              | Альбоми закордонні                              | -       | 10 000        | 15 000         | -          | 2009          | [Архівовано 23 жовтня 2009 у WebCite]           |
| Ірландія        | IRMA                             | Альбоми і сингли                                | -       | 7 500         | 15 000         | -          | 2007          | [Архівовано 23 жовтня 2009 у WebCite]           |
| Ірландія        | IRMA                             | Музичне відео                                   | -       | 2 000         | 4 000          | -          | 2007          | [Архівовано 23 жовтня 2009 у WebCite]           |
| Італія          | FIMI                             | Альбоми                                         | 15 000  | 30 000        | 60 000         | 300 000    | 2010          | [Архівовано 23 жовтня 2009 у WebCite]           |
| Італія          | FIMI                             | Сингли                                          | -       | 15 000        | 30 000         | -          | 2010          | [Архівовано 23 жовтня 2009 у WebCite]           |
| Італія          | FIMI                             | Музичне відео                                   | -       | -             | 50 000         | -          | 2010          | [Архівовано 23 жовтня 2009 у WebCite]           |
| Канада          | CRIA                             | —                                               |         | 40 000        | 80 000         | 800 000    |               |                                                 |
| Колумбія        | -                                | Всі видання                                     | -       | 10 000        | 20 000         | -          | 2007          | -                                               |
| Малайзія        | RIM                              | Альбоми                                         | -       | 7 500         | 15 000         | -          | 2009          | [Архівовано 23 жовтня 2009 у WebCite]           |
| Мексика         | AMPROFON                         | Альбоми                                         | -       | 30 000        | 60 000         | 300 000    | 2009          | [Архівовано 23 жовтня 2009 у WebCite]           |
| Мексика         | AMPROFON                         | Музичне відео                                   | -       | 10 000        | 20 000         |            | 2009          | [Архівовано 23 жовтня 2009 у WebCite]           |
| Нідерланди      | NVPI                             | Альбоми muzyki pop                              | -       | 25 000        | 50 000         | -          | 2006          |                                                 |
| Нідерланди      | NVPI                             | Альбоми академічної музики, джазу і сингли      | -       | 10 000        | 20 000         | -          | 2006          |                                                 |
| Німеччина       | IFPI                             | Альбоми                                         | -       | 100 000       | 200 000        | -          | 2005          |                                                 |
| Німеччина       | IFPI                             | Сингли                                          | -       | 150 000       | 300 000        | -          | 2005          |                                                 |
| Норвегія        | IFPI                             | Альбоми                                         | -       | 15 000        | 30 000         | -          | 2002          |                                                 |
| Норвегія        | IFPI                             | Сингли і Музичне відео                          | -       | 5 000         | 10 000         | -          | 2002          |                                                 |
| Нова Зеландія   | RIANZ                            | Альбоми                                         | -       | 7 500         | 15 000         | -          | 2006          |                                                 |
| Нова Зеландія   | RIANZ                            | Сингли                                          | -       | 5 000         | 10 000         | -          | 2006          |                                                 |
| Нова Зеландія   | RIANZ                            | Музичне відео                                   | -       | 2 500         | 5 000          | -          | 2006          |                                                 |
| Перу            | -                                | Всі видання                                     | -       | 5 000         | 10 000         | -          | 2007          | -                                               |
| Польща          | ZPAV                             | Сингли                                          | -       | 10 000        | 20 000         | 100 000    | 2006          |                                                 |
| Польща          | ZPAV                             | Альбоми національні, популярна музика           | -       | 15 000        | 30 000         | 150 000    | 2006          |                                                 |
| Польща          | ZPAV                             | Альбоми закордонні, поп-музика                  | -       | 10 000        | 20 000         | 100 000    | 2006          |                                                 |
| Польща          | ZPAV                             | Альбоми академічної і джазової музики           | -       | 5 000         | 10 000         | 50 000     | 2006          |                                                 |
| Польща          | ZPAV                             | Звукові доріжки                                 | -       | 10 000        | 20 000         | 100 000    | 2006          |                                                 |
| Польща          | ZPAV                             | Музичне відео, сингли і поп-музика              | -       | 5 000         | 10 000         | 50 000     | 2006          |                                                 |
| Польща          | ZPAV                             | Музичне відео, академічна і джазова музика      | -       | 2 500         | 5 000          | 25 000     | 2006          |                                                 |
| Португалія      | AFP                              | Альбоми                                         | -       | 10 000        | 20 000         | -          | 2007          | [Архівовано 23 жовтня 2009 у WebCite]           |
| Португалія      | AFP                              | Сингли                                          | 10 000  | 20 000        | 40 000         | -          | 2007          | [Архівовано 23 жовтня 2009 у WebCite]           |
| Португалія      | AFP                              | Музичне відео                                   | -       | 4 000         | 8 000          | -          | 2007          | [Архівовано 23 жовтня 2009 у WebCite]           |
| ПАР             | RISA                             | Альбоми                                         | -       | 20 000        | 40 000         | -          | 2005          |                                                 |
| Росія           | IFPI                             | Національні видання                             | -       | 50 000        | 100 000        | -          | 2010          | [Архівовано 23 жовтня 2009 у WebCite]           |
| Росія           | IFPI                             | Видання закордонні                              | -       | 10 000        | 20 000         | -          | 2010          | [Архівовано 23 жовтня 2009 у WebCite]           |
| Сінгапур        | RIAS                             | Альбоми                                         | -       | 7 500         | 15 000         | -          | 2007          | [Архівовано 23 жовтня 2009 у WebCite]           |
| Сінгапур        | RIAS                             | Сингли                                          | -       | 5 000         | 10 000         | -          | 2007          | [Архівовано 23 жовтня 2009 у WebCite]           |
| США             | RIAA                             | Альбоми і сингли                                | -       | 500 000       | 1 000 000      | 10 000 000 | 2007          | [Архівовано 10 лютого 2009 у Wayback Machine.]  |
| США             | RIAA                             | Музичне відео                                   | -       | 50 000        | 100 000        | 1 000 000  | 2007          | [Архівовано 10 лютого 2009 у Wayback Machine.]  |
| США             | RIAA                             | Завантаження музичних файлів                    | -       | 500 000       | 1 000 000      | -          | 2007          | [Архівовано 10 лютого 2009 у Wayback Machine.]  |
| Туреччина       | MÜ-YAP                           | Альбоми                                         | -       | 100 000       | 200 000        | 300 000    | 2006          |                                                 |
| Угорщина        | Mahasz                           | Альбоми krajowe                                 | -       | 5 000         | 10 000         | -          | 2009          |                                                 |
| Угорщина        | Mahasz                           | Альбоми закордонні                              | -       | 3 000         | 6 000          | -          | 2009          |                                                 |
| Угорщина        | Mahasz                           | Сингли, альбоми академічні, джазові, кіномузика | -       | 1 500         | 3 000          | -          | 2009          |                                                 |
| Україна         | IFPI                             | Видання національні                             | -       | 50 000        | 100 000        | 500 000    | 2003          |                                                 |
| Україна         | IFPI                             | Видання закордонні                              | -       | 25 000        | 50 000         | 200 000    | 2003          |                                                 |
| Уругвай         | CUD                              | Всі видання                                     | -       | 2 000         | 4 000          | -          | 2006          |                                                 |
| Філіппіни       | PRIMA                            | Альбоми                                         | -       | 10 000        | 20 000         | -          | 2009          | [Архівовано 23 жовтня 2009 у WebCite]           |
| Фінляндія       | IFPI                             | Альбоми                                         | -       | 10 000        | 20 000         | -          | 2009          |                                                 |
| Фінляндія       | IFPI                             | Сингли і Музичне відео                          | -       | 5 000         | 10 000         | -          | 2009          |                                                 |
| Франція         | SNEP                             | Альбоми                                         | -       | 50 000        | 100 000        | 500 000    | 2009          |                                                 |
| Франція         | SNEP                             | Сингли                                          | -       | 150 000       | 250 000        | 400 000    | 2009          |                                                 |
| Чехія           | IFPI                             | Альбоми                                         | -       | 6 000 (3 000) | 12 000 (6 000) | -          | 2012          | [ 7 ]                                           |
| Чехія           | IFPI                             | Сингли                                          | -       | 1 000         | 2 000          | -          | 2012          | [ 7 ]                                           |
| Чилі            | -                                | Всі видання                                     | -       | 5 000         | 10 000         | -          | 2010          | -                                               |
| Швейцарія       | IFPI                             | Альбоми і сингли                                | -       | 15 000        | 30 000         | -          | 2006          | [Архівовано 2 січня 2012 у Wayback Machine.]    |
| Швейцарія       | IFPI                             | Музичне відео                                   | 3 000   | 6 000         | -              | -          | 2006          | [Архівовано 2 січня 2012 у Wayback Machine.]    |
| Швеція          | IFPI                             | Сингли                                          | -       | 10 000        | 20 000         |            | 2006          | [Архівовано 3 лютого 2006 у Wayback Machine.]   |
| Швеція          | IFPI                             | Альбоми                                         | -       | 20 000        | 40 000         | -          | 2006          | [Архівовано 3 лютого 2006 у Wayback Machine.]   |
| Швеція          | IFPI                             | Альбоми академічної і джазової музики/фольк     | -       | 10 000        | 20 000         | -          | 2006          | [Архівовано 3 лютого 2006 у Wayback Machine.]   |
| Швеція          | IFPI                             | Музичне відео                                   | -       | 10 000        | 20 000         | -          | 2006          | [Архівовано 3 лютого 2006 у Wayback Machine.]   |
| Японія          | RIAJ                             | Всі видання                                     | -       | 100 000       | 250 000        | 1 000 000  | 2005          |                                                 |
| Країна          | організація, що видає сертифікат | Класифікація                                    | Поріг   | Поріг         | Поріг          | Поріг      | Станом на рік | Офіційне джерело                                |
| Країна          | організація, що видає сертифікат | Класифікація                                    | Срібна  | Золота        | Платинова      | Діамантова | Станом на рік | Офіційне джерело                                |